# Замок Фазанери
Замок Фазанери (нем. Schloss Fasanerie) — замок в Германии, в Айхенцелле недалеко от Фульды, земля Гессен. Здание XVIII века, вначале названное замком Адольфсек (Schloss Adolphseck) в честь аббата, принца Фульды Адольфа фон Дальберга. Считается одним из самых красивых замков Гессена в стиле немецкого барокко. Музей замка открыт для посетителей.

## История
Небольшая загородная резиденция была построена около 1710 года при аббате, курфюрсте Фульды Адальберте фон Шляйфрасе, вероятно, по проекту известного архитектора немецкого барокко Иоганна Динценхоферa. С 1730 года замок был расширен под руководством принца-аббата Адольфа фон Дальберга (1678—1737).
В 1752 году аббатство стало центром одноимённой епархии. Семейство Дальбергов в лице Карла Теодора продолжало властвовать в Фульде и в эпоху Наполеоновских войн.
К 1757 году замок был расширен при принце-епископе Аманде фон Бюсеке по плану княжеского придворного архитектора Андреа Галласини. После секуляризации Фульдского монастыря в 1803 году владения Фульды перешли в Нассау-Ораниен-Фульда, которая, в свою очередь, в 1806 году была аннексирована Наполеоном I и с 1810 года стала частью Великого герцогства Франкфуртского. По результатам Венского конгресса провинция Фульда в 1816 году вошла в состав электората Гессен. Замок служил летней резиденцией до середины XIX века. После аннексии Пруссией в 1866 году собственность была экспроприирована и в 1878 году передана ландграфу Фридриху Вильгельму Гессен-Кассельскому в качестве частной резиденции. Его жена, принцесса Мария Анна Прусская, проживала в резиденции до 1918 года. Замок серьезно пострадал во время Второй мировой войны.
Ныне замок Фазанери принадлежит Фонду Гессенских домов (Hessischen Hausstiftung). Первые выставочные залы были открыты в 1951 году, а современный музей замка создан в 1972 году. В музее экспонируется большая часть художественной коллекции Дома Гессен, включая уникальную мебель, шпалеры, собрание картин, античную коллекцию и обширное собрание художественного фарфора.
С 2010 года ведутся масштабные работы по реконструкции здания, которые, по самым скромным оценкам, обойдутся, вероятно, в 7,5 миллионов евро. Замок также восстанавливает свой первоначальный белый цвет. Жёлтый цвет, видимый на старых фотографиях, был впервые применён только в 1970-х годах.

## Галерея

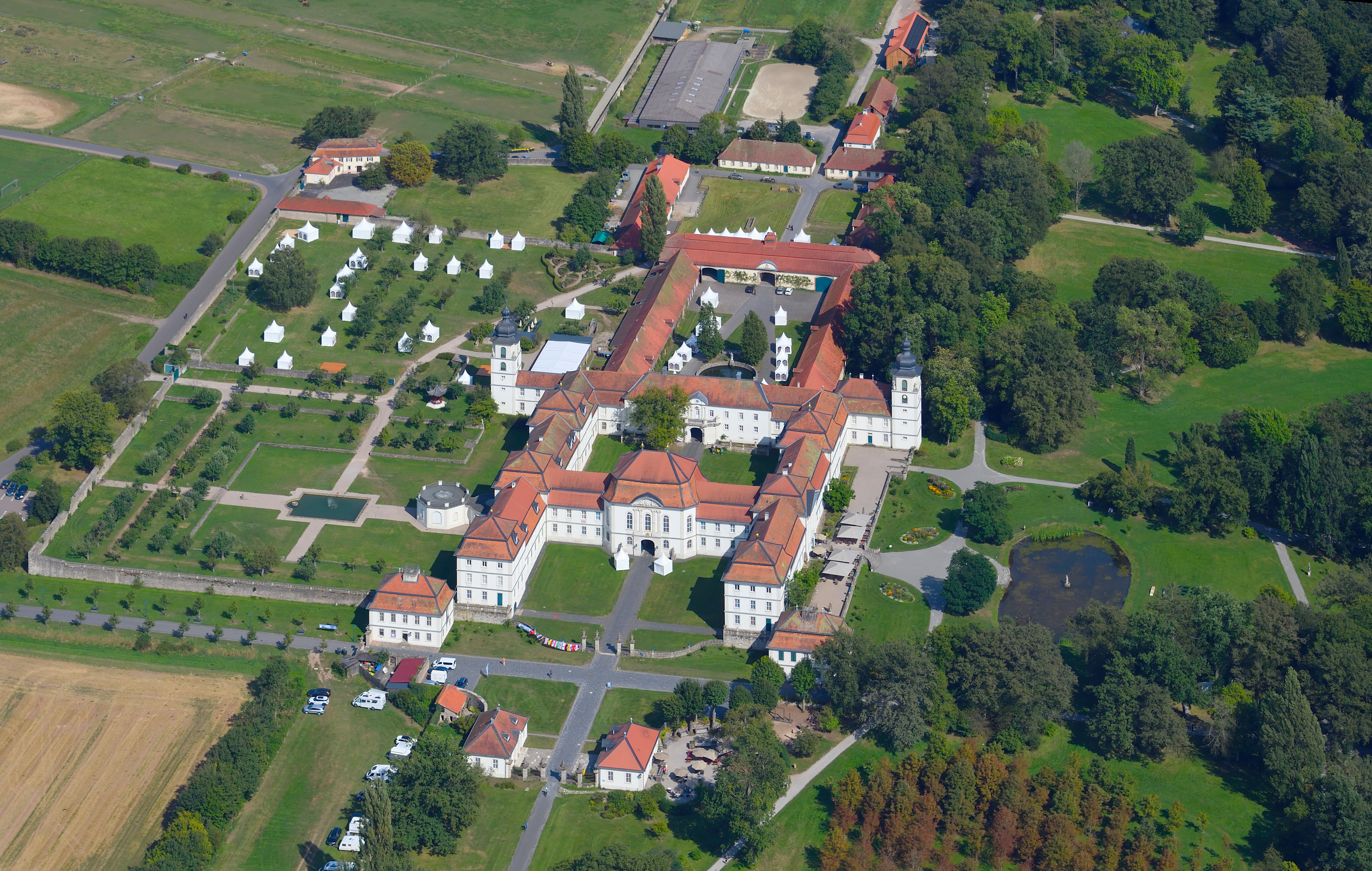
Общий вид замка и парка с высоты «птичьего полёта»
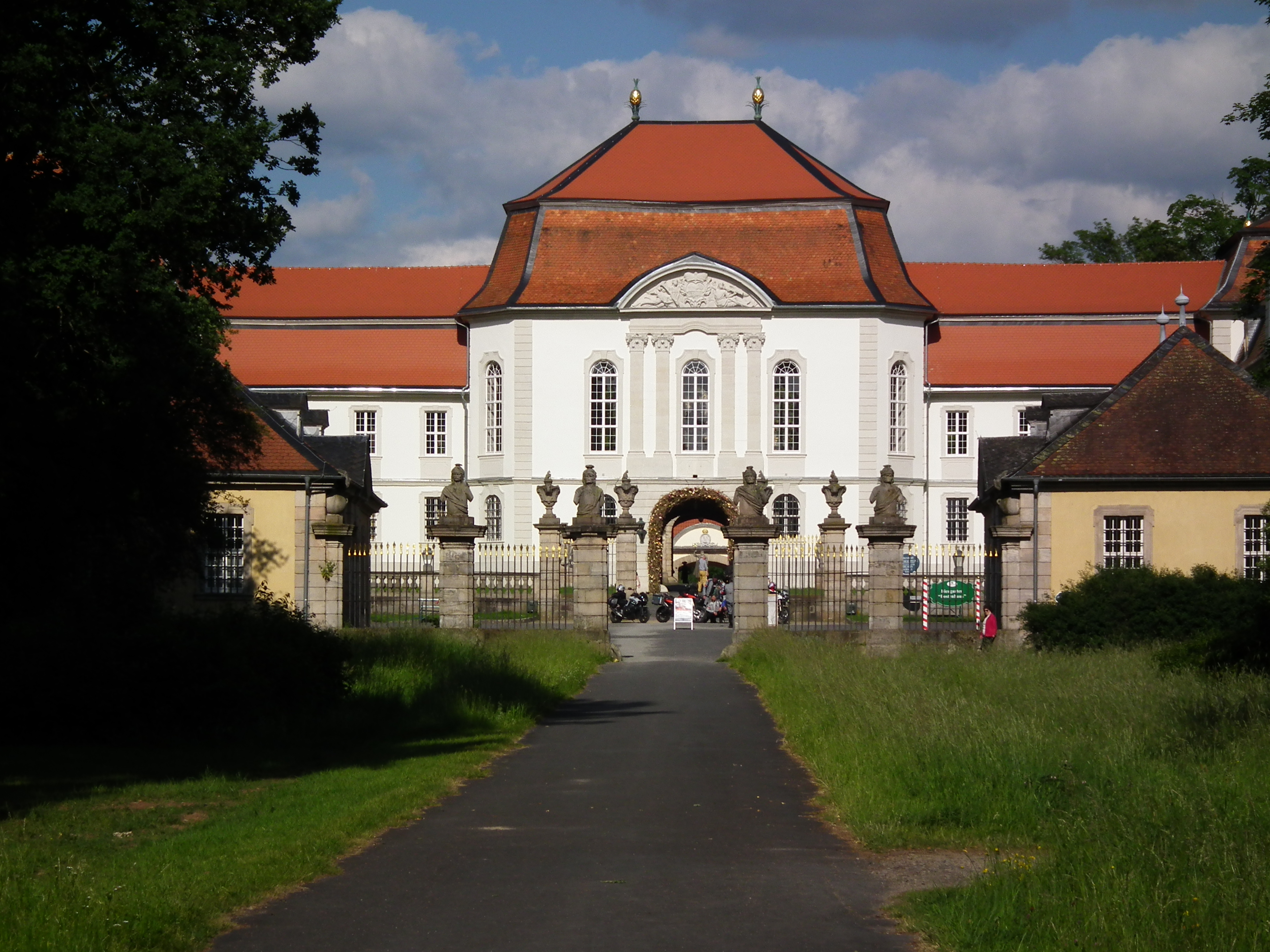
Центральный корпус
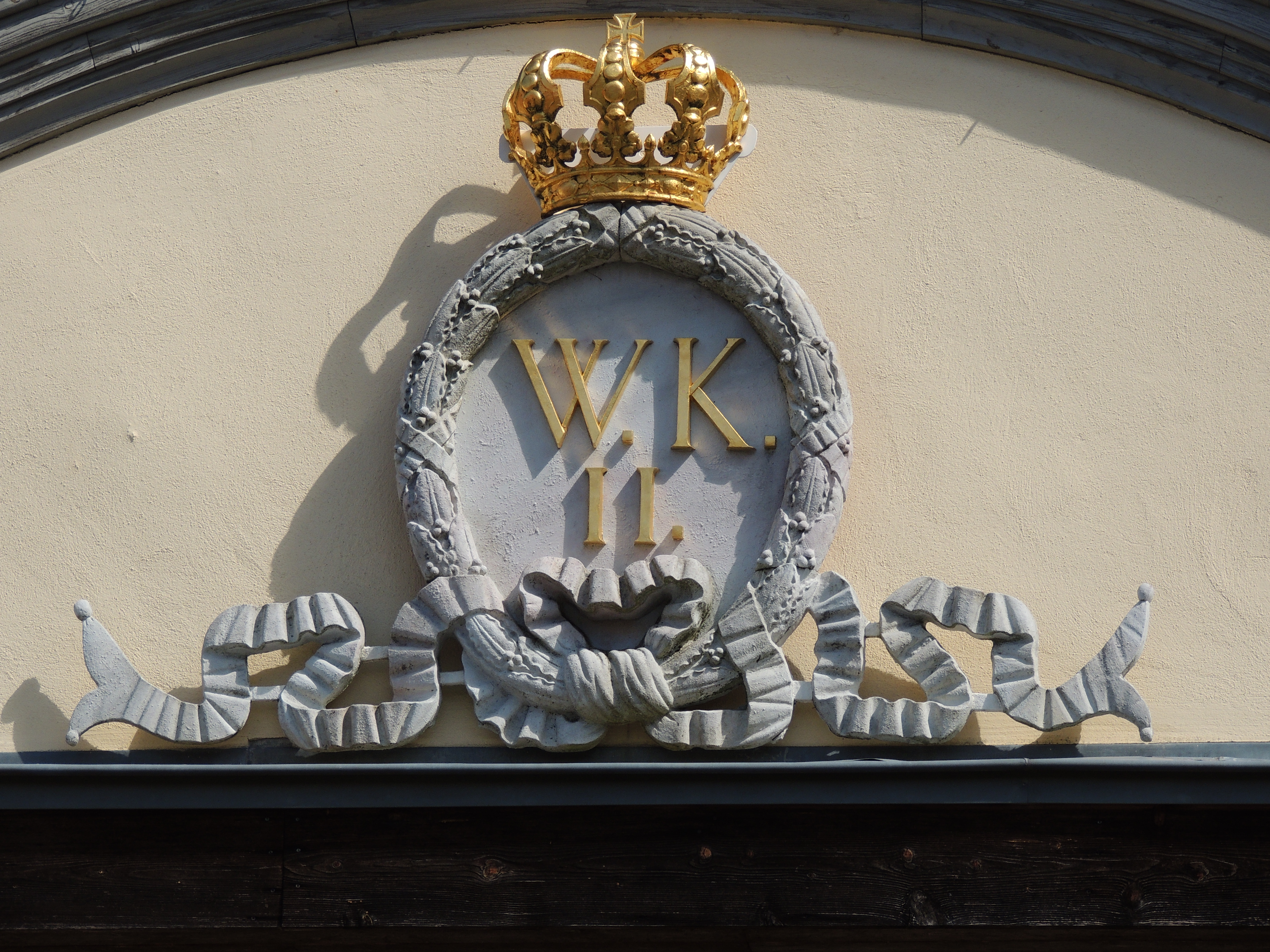
Фамильный герб
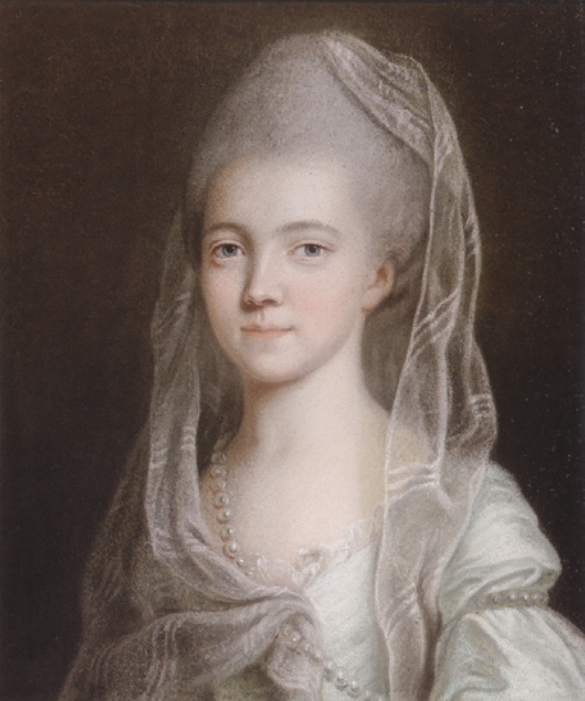
Ш.-А. Гюйн. Амалия Гессен-Дармштадтская, дочь Людвига IX Гессен-Дармштадтского. 1767. Бумага, пастель
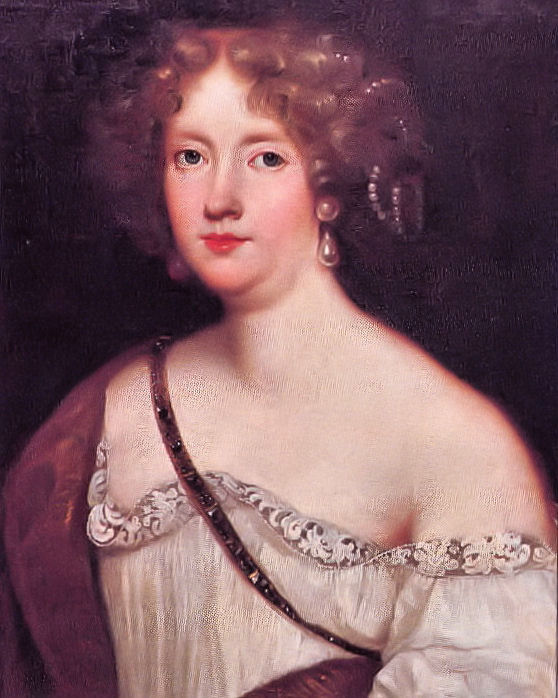
П. Миньяр. Портрет Элизабет-Шарлотты Палатинской. Ок. 1677. Холст, масло
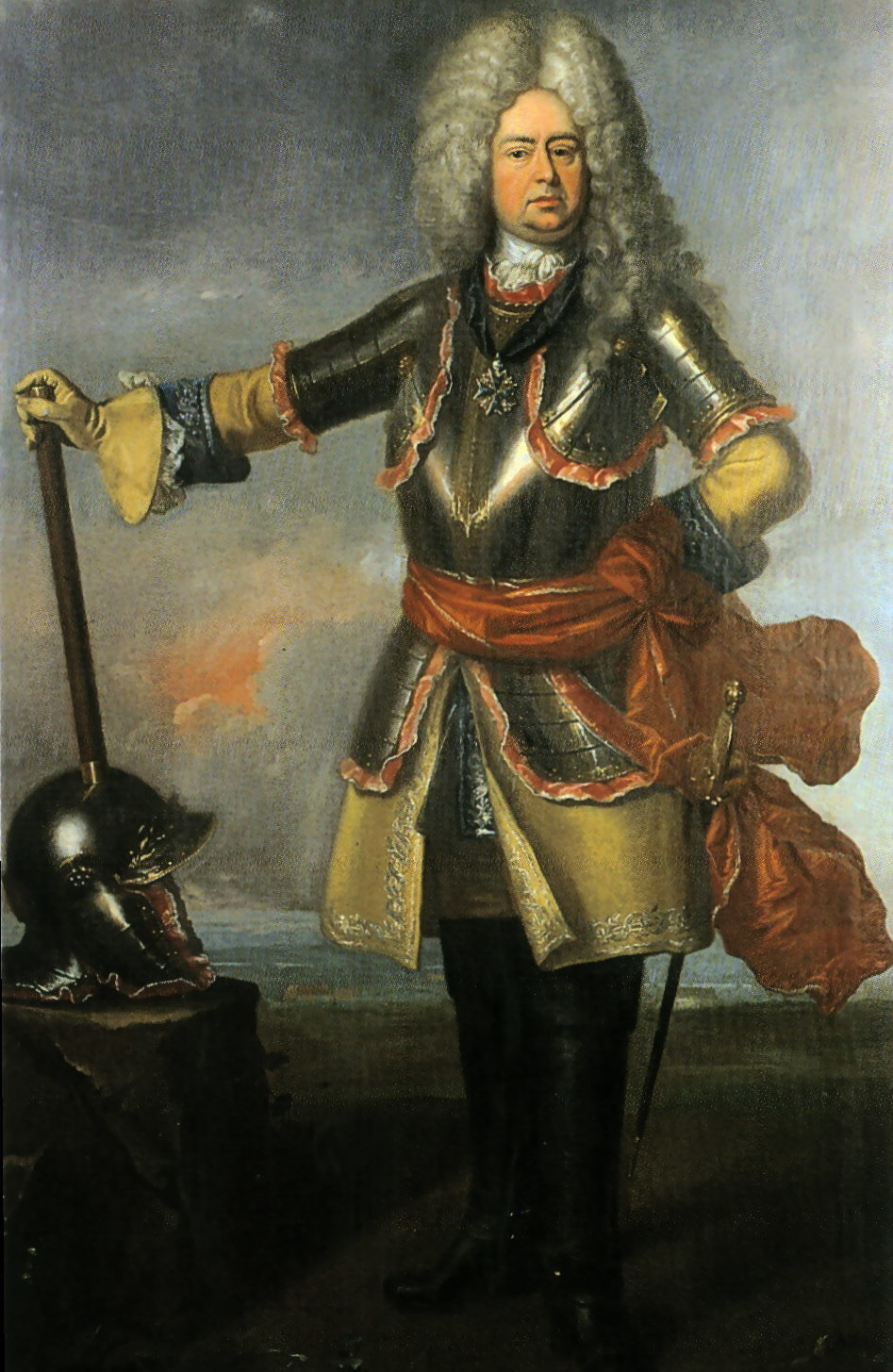
И. В. Тишбейн. Даниель Вольф, барон фон Допф. Ок. 1750. Холст, масло
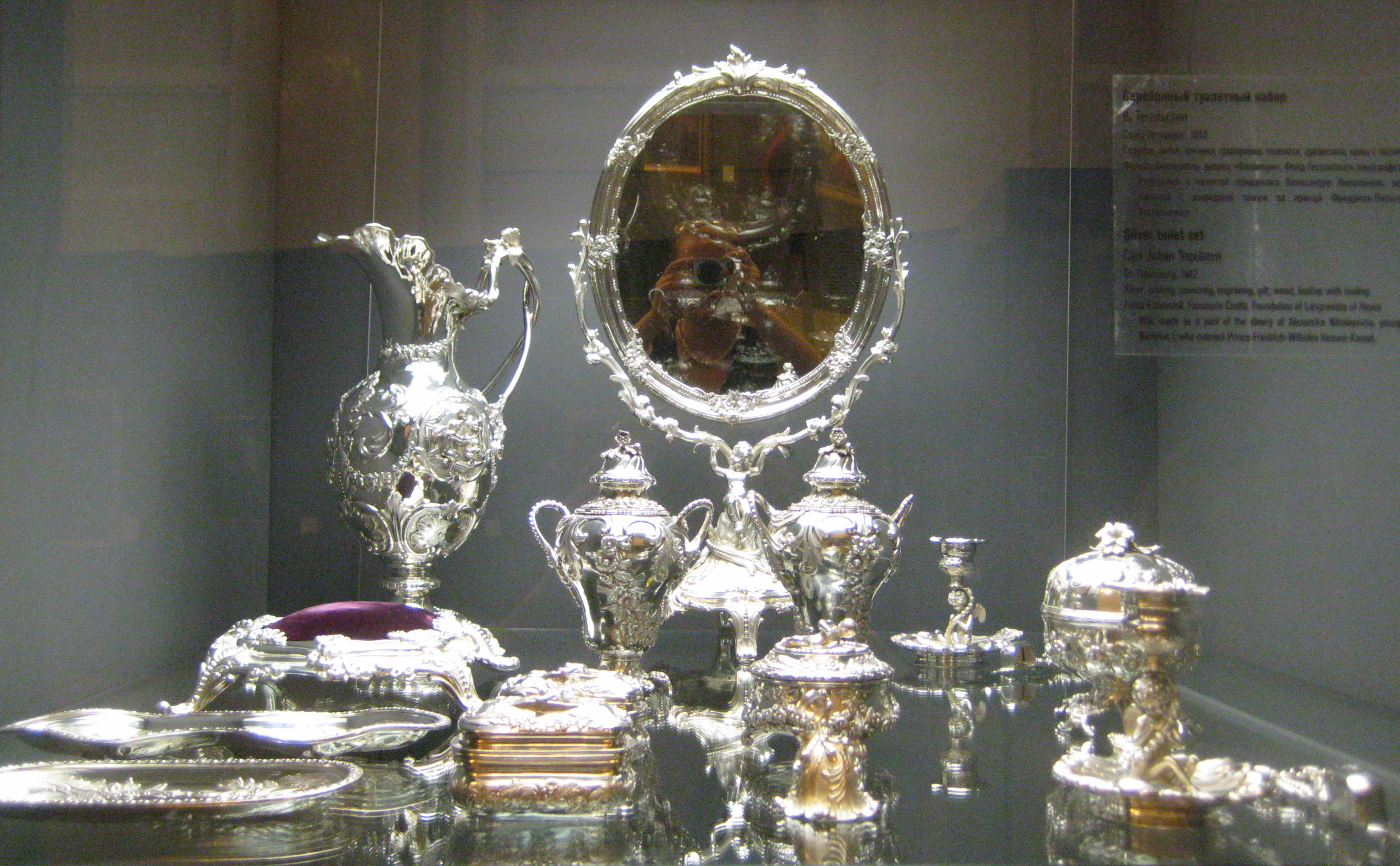
Туалетный набор, изготовленный в Фульде в качестве приданого Александре Николаевне (младшей дочери Николая I), вышедшей замуж за принца Фридриха-Вильгельма Гессен-Кассельского. 1842. Серебро